# Гравитон
Гравито́н — гипотетическая безмассовая элементарная частица — переносчик гравитационного взаимодействия и квант гравитационного поля без электрического и других зарядов (однако обладает энергией и поэтому участвует в гравитационном взаимодействии). Должен обладать спином 2 и двумя возможными направлениями поляризации. Предположительно, всегда движется со скоростью света.
Термин «гравитон» был предложен в 1930-х годах, часто приписывается работе 1934 года Д. И. Блохинцева и Ф. М. Гальперина.
Гипотеза о существовании гравитонов появилась как следствие принципа корпускулярно-волнового дуализма для описания гравитационного поля и успехов квантовой теории поля (особенно Стандартной модели) в моделировании поведения остальных фундаментальных взаимодействий с помощью подобных частиц: фотоны в электромагнитном взаимодействии, глюоны в сильном взаимодействии, W± и Z-бозоны в слабом взаимодействии. Следуя этой аналогии — за гравитационное взаимодействие также может отвечать некая элементарная частица.
Возможно также, что гравитоны являются квазичастицами, удобными для описания слабых гравитационных полей в масштабах длины и времени, существенно больших планковской длины и планковского времени, но непригодными для описания сильных полей и процессов с характерными масштабами, близкими к планковским.

## В различных теориях
Предполагаемый спин гравитона равен {\displaystyle 2} по той причине, что плоская гравитационная волна носит квадрупольный характер, переходя сама в себя при повороте на 180° вокруг оси, параллельной направлению распространения.
Также это следует из числа независимых компонент волновых функций гравитационного поля, которые являются гравитационными потенциалами. Из десяти компонент тензора гравитационного потенциала вследствие равенства нулю следа и четырёх дополнительных условий калибровки (аналогичных калибровке Лоренца в электродинамике) остаётся {\displaystyle n=5} независимых компонент. Вследствие формулы {\displaystyle n=2s+1}, связывающей значение спина {\displaystyle s} с числом компонент волновых функций поля {\displaystyle n}, получаем значение спина гравитона {\displaystyle s=2}.
С точки зрения квантовой теории поля, принцип эквивалентности сил гравитации и инерции является следствием требования Лоренц-инвариантности для гравитонов (безмассовых частиц со спином {\displaystyle 2}), так как требование Лоренц-инвариантности приводит к калибровочной инвариантности теории, а принцип общей ковариантности, являющийся обобщением принципа калибровочной инвариантности, есть математическое выражение принципа эквивалентности.
Попытки расширить Стандартную модель гравитонами сталкиваются с серьёзными теоретическими сложностями в области высоких энергий (равных или превышающих планковскую энергию) из-за расходимостей квантовых эффектов (гравитация не ренормализуется). Другой проблемой является то, что при математическом описании полей, описывающих элементарные частицы с целым спином, положительно определённую плотность энергии можно ввести только для частиц со спином {\displaystyle 0} и {\displaystyle 1}, а гравитон имеет спин {\displaystyle 2}.
Решение этих вопросов было мотивом построения нескольких предложенных теорий квантовой гравитации (в частности, одной из попыток является теория струн). Несмотря на отсутствие в настоящее время полноценной теории квантовой гравитации, возможно квантование слабых возмущений заданного гравитационного поля в первом порядке по теории возмущений. В рамках такой линеаризованной теории элементарным возбуждением и является гравитон.
В теориях супергравитации также вводится гравитино (спин — 3/2) — суперпартнёр гравитона.
В струнной теории гравитоны, также как и другие частицы — это состояния струн, а не точечные частицы, и в этом случае бесконечности не появляются. В то же время при низких энергиях эти возбуждения можно рассматривать как точечные частицы. То есть гравитон, как и прочие элементарные частицы — это некоторое приближение к реальности, которое можно использовать в области низких энергий.
Согласно теории петлевой квантовой гравитации, гравитоны представляют собой кванты смещений пространства-времени.
Гравитоны также обычно вводятся в квантовых версиях альтернативных теорий гравитации. В некоторых из них гравитон обладает массой.
Считается, что плотность энергии реликтовых гравитонов, образовавшихся в первые {\displaystyle 10^{-43}} секунд после Большого Взрыва, в настоящее время составляет примерно {\displaystyle 2-10\%} от плотности энергии реликтовых фотонов.
По аналогии с квантовой электродинамикой вычислены вероятности испускания гравитонов при распаде,
рассеянии элементарных частиц, аннигиляции электронно-позитронных пар, при эффекте Комптона, при столкновениях адронов высоких энергий.
Смещение перигелия Меркурия, с точки зрения представления о гравитоне, объясняется вкладом в гравитационное
взаимодействие Меркурия и Солнца процессов, описываемых на языке диаграмм Фейнмана диаграммами с взаимодействием виртуальных гравитонов между собой
Антигравитон имеет спин 1.

## Экспериментальные и наблюдательные исследования
Из-за чрезвычайной слабости гравитационных взаимодействий экспериментальное подтверждение существования гравитона (то есть обнаружение отдельных свободно распространяющихся гравитонов) согласно предсказывающим существование гравитонов теориям (теория струн, квантованная линеаризованная общая теория относительности и др.) в настоящее время не представляется возможным, поскольку образование реальных гравитонов станет заметным лишь при энергиях взаимодействия в системе центра масс сталкивающихся частиц порядка планковской энергии.
Тем не менее, если теории девятимерного пространства со скрытыми размерностями окажутся правильными, то ожидается, что гравитоны можно будет обнаружить по энергии, которую они уносят после образования в процессах столкновения элементарных частиц
при энергиях 100 ТэВ.
11 февраля 2016 года коллаборациями LIGO и VIRGO было объявлено о первом прямом наблюдении гравитационных волн.
По данным этой регистрации гравитационных волн, их дисперсия оказалась совместимой с безмассовым гравитоном (верхнее ограничение на массу гравитона mg было оценено как 1,2 × 10−22 эВ/c2, комптоновская длина волны гравитона λg = h/cmg не ниже 1013 км), а скорость гравитационных волн равна скорости света в пределах точности измерений.
Существует также более жёсткая, но и более модельно-зависимая оценка верхнего предела на массу гравитона mg < 2 × 10−62 г (или 1,1 × 10−29 эВ/c2). Она вытекает из наблюдаемой протяжённости гравитационных полей галактических скоплений в пространстве и основана на том, что при наличии массы у бозона-переносчика поля потенциал взаимодействия убывает с расстоянием не по закону r−1 (как в случае безмассовых полей), а значительно быстрее, пропорционально r−1 exp(−rmgc/h) (потенциал Юкавы).
Из наблюдений GW170817 получена оценка нижней границы времени жизни гравитона — 4,5 × 108 лет.

## Гравитон в массовой культуре
Тема управления гравитацией часто используется в качестве фантастического допущения в научной фантастике (в частности, как технология, делающая доступными космические путешествия), иногда при этом упоминаются и гравитоны. Так, в космической опере «Гриада» А. Колпакова, написанной в начале 1960-х годов, звездолёт «Урания» снабжён гравитонным двигателем
В культовом фантастическом телесериале «Звёздный путь» зведолёты снабжены технологиями на основе гравитонов, такими, как искусственная гравитация, навигационный дефлектор, низкоуровневые силовые поля и т. д. При этом, как отметил Лоуренс Краусс, при описании таких технологий, как «эмиссия когерентных гравитонов», применяемая для искривления пространства, авторы по крайней мере используют адекватную с точки зрения современной физики терминологию.
В качестве элемента антуража гравитоны встречаются и в других фантастических произведениях, к примеру, в фильме «После нашей эры» во время полёта на Землю в корпусе звездолёта возникает вибрация гравитонов, что вызывает расширение масс, и, в свою очередь, притягивает астероидный поток.
Название «Гравитон» носила главная профессиональная премия Болгарии в области фантастической литературы и искусства, вручавшаяся с 1991 по 2005 год.